# ユニヴェル・ゼロ
ユニヴェル・ゼロ（Univers Zero）は、1974年にドラマーのダニエル・ドゥニによって結成されたインストゥルメンタルを演奏するベルギーのプログレッシブ・ロック・バンド。このバンドは、20世紀の室内楽から強く影響を受けたダーク・ミュージックを演奏することで知られている。

## 略歴
1973年、共にベルギーのズール・バンド「アーカム (Arkham)」（前年に解散）のメンバーだったクロード・ドゥロンとダニエル・ドゥニは、新しいグループ「ネクロノミコン (Necronomicon)」を結成した。その頃には、ドゥロン（トランペット）とドゥニ（ドラム）の他には、ロジェ・トリゴー（ギター）、ギ・セジュール （ベース）、パトリック・アナピエ（ヴァイオリン）、ジョン・ヴァン・リーメナン（サックス）、後にヴァンサン・モトゥーユ（キーボード）というメンバーでグループが構成されていた。当時、ギ・ドゥニ（パーカッション）がいくつかのショーとリハーサルに参加し、ジャン=リュック・マンドゥリエ（キーボード）はリハーサルの間だけ在籍していた。ネクロノミコンは、1974年にユニヴェル・ゼロと改名された。
しばらくの間、ユニヴェル・ゼロは、ロック・イン・オポジション（RIO）と呼ばれる音楽運動の一部となっていた。これは1970年代後半に制作されたディスコやパンクといった音楽とは対照的に、濃密で挑戦的な音楽を生み出すことを目指していた。バンドが初期に影響を受けていたのは明らかにバルトークとストラヴィンスキーだったが、同様に、同じベルギー人であるアルベール・ユイブレシュト (Albert Huybrechts)のようなあまり知られていない作曲家も引用した。
初期のアルバムは、ほぼ完全にアコースティックでオーボエ、スピネット、ハーモニウム、メロトロンをフィーチャーしていたが、1980年代のアルバムはシンセサイザーとエレクトリック・ギターに依存する傾向があり、はるかにエレクトリックな音として聴こえた。
1977年に、彼らは最初の同名アルバム『ユニヴェル・ゼロ』をリリースし、これは後にリミックスして『1313』と改名されてリリースされた。このアルバムは楽器が主にアコースティックであるという事実にもかかわらず、ヘヴィなロックへのアプローチを示していた。それは主にドラムとベースの使用によるものだった。2年後のアルバム『異端』ではさらにダークな音になった。その後のアルバムは少しだけ音を明るくしていったが、これまで以上に電子的な音になった。
これらの変化にもかかわらず、彼らの全体的なサウンドはかなり一貫していた。
グループは1987年に解散したが、1999年に再結成を果たした。その間に、ドラマーのダニエル・ドゥニは2枚のソロ・アルバムをリリースし、フランスの似た傾向のバンド、アール・ゾイに加わった。1999年以降、ユニヴェル・ゼロは5枚のスタジオ・アルバムをリリースしている。
2011年に、ユニヴェル・ゼロは、ベルギーのプレザンとアラニスという2グループと力を合わせ、「ワンス・アポン・ア・タイム・イン・ベルギー」と呼ばれる17人のメンバーからなるアンサンブルを結成した。彼らは2011年9月にフランスのカルモーで開催された第4回ロック・イン・オポジション・フェスティバルで初演し、そこでは「New York Transformations」（クルト・ビュデ作曲）が演奏された。ワンス・アポン・ア・タイム・イン・ベルギーとユニヴェル・ゼロは、ドキュメンタリー映画 『アバウト・ロック・イン・オポジション』に登場している。

## ディスコグラフィ

### スタジオ・アルバム
- 『ユニヴェル・ゼロ』 - Univers Zero (1977年) ※『1313』として再発あり
- 『異端』 - Heresie (1979年)
- 『祝祭の時』 - Ceux du dehors (1981年)
- 『ユーズド』 - Uzed (1984年)
- Heatwave (1986年)
- 『ハード・クエスト』 - The Hard Quest (1999年)
- 『リズミックス』 - Rhythmix (2002年)
- 『インプロ―ジョン』 - Implosion (2004年)
- 『裂開』 - Clivages (2010年)
- 『燐光』 - Phosphorescent Dreams (2014年)
- 『閃光』 - Lueur (2023年)

### ライブ・アルバム
- 『ライヴ』 - Live (2006年)
- 『リラプス』 - Relaps (Archives 1984/85/86) (2008年)

### シングル & EP
- "Triomphe des mouches" (1981年)
- 『クロウリング・ウィンド』 - "Crawling Wind" (1983年) ※オリジナルは日本限定のスタジオ録音3曲入12インチEP。2001年にスタジオ & ライブ6曲のCDで再発

## フィルモグラフィ
- 『アバウト・ロック・イン・オポジション』 - Romantic Warriors II: A Progressive Music Saga About Rock in Opposition (2012年)